# عسل‌خوار سینه‌گندمی
عسل‌خوار سینه‌گندمی (نام علمی: Xanthotis flaviventer) گونه‌ای از پرندگان تیرهٔ عسل‌خواران (Meliphagidae) است که در استرالیا، اندونزی و پاپوآ گینه نو یافت می‌شود. زیستگاه طبیعی آن جنگل‌های جلگه‌ای نمناک نیمه‌گرمسیری یا گرمسیری، جنگل‌های حرای نیمه‌گرمسیری یا گرمسیری و جنگل‌های کوهستانی نمناک نیمه‌گرمسیری یا گرمسیری است.